# 2023년 니제르 쿠데타
2023년 니제르 쿠데타(프랑스어: Coup d'État de 2023 au Niger, 영어: 2023 Nigerien coup d'état)는 2023년 7월 26일 니제르에서 일어난 쿠데타다. 주도 하에 대통령 경호대를 이끄는 압두라하마네 치아니가 주도하여 발생했으며 이후 민주 정부가 무너지고 군사 정부가 들어섰다.

## 배경
1960년 프랑스로부터 독립한 니제르는 이후 4차례의 쿠데타를 겪었으며 2010년 니제르 쿠데타 이후로도 2011년 등 몇 차례의 쿠데타 시도가 있었다. 최근의 쿠데타 시도는 2021년으로 모하메드 바줌이 대통령으로 취임하기 이틀 전에 발생했다. 바줌은 니제르에서 민주적으로 선출된 최초의 대통령이었다. 또한 당시 서아프리카에서는 2022년 한 해 동안 기니, 말리, 수단, 부르키나파소에서 쿠데타가 연이어 발생해 이 지역은 쿠데타 벨트로 불리고 있었다.
서아프리카 국가 경제 공동체(ECOWAS, 에코와스)는 쿠데타가 성공한 기니, 말리, 부르키나파소의 회원국 자격을 정지했는데 니제르 역시 에코와스 가입국이다. 볼라 티누부 나이지리아 대통령은 2023년 7월 9일 에코와스 의장으로 선출된 뒤 발표한 성명에서 "우리는 서아프리카 내에서 일어나는 쿠데타를 인정하지 않을 것이다. 우리는 아프리카 연합, 유럽연합, 미국, 영국과 함께 쿠데타를 심각하게 받아들일 것이다"라고 경고했다.
이번 쿠데타의 원인으로 물가 상승으로 인한 생활비 부담과 부패에 찌든 무능한 정부에 대한 반감이 꼽힌다. 니제르는 유엔이 발표하는 인간 개발 지수가 최하위를 기록하고 있으며 또한 니제르에는 프랑스군과 미군이 주둔하고 있으며 니제르군에 대한 병참 지원이 이루어지고 있는데 이라크 레반트 이슬람 국가(IS)나 보코 하람이 주도하는 무슬림의 폭동이 갈수록 심화되고 있다. 더욱이 니제르군 내부에선 에코와스와의 관계를 두고 바줌과 모디 사이에서 갈등도 있었다. 치아니는 지하디즘에 의한 국내 불안감 때문에 정권을 전복했다고 주장했으나 지하디스트에 의한 폭력은 감소하고 있었다고 털어놓기도 했다.
이들 테러 단체는 인접국인 말리와 부르키나파소에서 축출된 이후 니제르를 프랑스에 반대하는 지하디즘 활동의 중심지로 만들었는데 바줌은 서아프리카에서 몇 안 되는 친서방 지도자 중 한 명이었다. 바줌 치하의 니제르는 프랑스·미국·튀르키예의 핵심 동맹국이었지만 니제르가 속한 사헬 지역에서 일어난 잦은 쿠데타와 고조되는 반프랑스 감정은 니제르를 사헬 지역에서 프랑스의 마지막 파트너로 만들었다.
이러한 반프랑스 감정은 러시아의 영향력 확대와 바그너 그룹에 대한 우호적인 분위기를 만들었다. 러시아는 바그너 그룹을 통해 말리와 부르키나파소에서 영향력을 넓히고 있으며 튀르키예에서도 마찬가지 행보를 보이고 있다.

## 전개

### 7월 26일

#### 바줌 구금

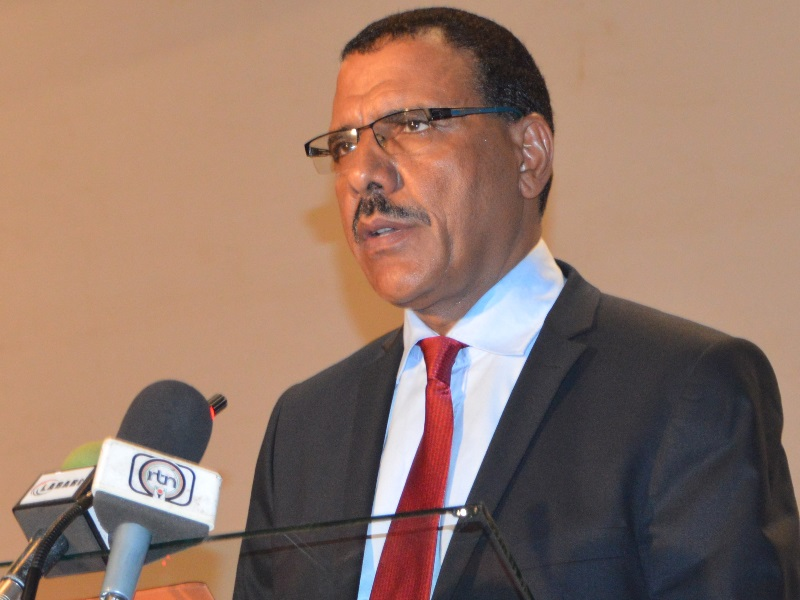
모하메드 바줌 대통령

2023년 7월 26일 압두라하마네 치아니 장군이 지휘하는 대통령 경호원들이 반공화국 시위를 벌였고 바줌을 대통령궁에 억류했다고 니제르 대통령실이 밝혔다. 내무장관 하마두 술리 역시 대통령이 억류된 대통령궁에 함께 억류되었으며 경호원 20여 명이 이날 오후 밖에서 목격되었다. 또한 영부인 하디자 바줌과 아들 살렘 바줌도 대통령궁에 함께 구금되었으며 딸들은 당시 파리에 있었다.
한편, 바줌은 원래 치아니의 직위해제를 고려하고 있었다고 한다. 치아니는 10년 넘게 경호대장의 지위를 지키고 있었지만 바줌은 그와의 관계가 껄끄러워졌고 7월 24일 각료회의에서 치아니의 해임을 결정했다.

#### 군사 동원
쿠데타가 일어난 날 아침에 대통령궁 근처의 정부 부처들은 군에 의해 출입이 차단되었다. 바줌의 지지자들 400여 명이 대통령궁에 진입을 시도했지만 경호원들이 발포하자 해산되었고 이 과정에서 1명의 부상자가 발생했다. 하지만 대통령실은 바줌을 지지하는 시위가 외국 대사관 근처에서 발생한 것이라고 주장했다.
한편 니제르군은 바줌을 지지하며 대통령궁을 포위했다. 군은 자신들이 국내 주요 전략 거점을 확보했음을 밝혔으며 대통령실은 군과 국가방위군이 대통령궁을 공격할 준비가 되어 있다고 발표했다. 영국방송공사(BBC)는 대통령에 충성하는 군부가 국영 방송국 ORTN을 포위했다고 보도했다.

#### 바줌 정권 전복
하지만 저녁에 아마두 압드라만 공군 대령은 국영 TV인 텔레 사헬에 출연해 바줌이 대통령직에서 물러났으며 국가수호위원회가 구성되었다고 발표했다. 그는 니제르 국가근위대 소속 9명의 장교들과 나란히 앉아 악화되는 안보 상황과 무능한 정부 때문에 군과 근위대가 정권을 무너뜨리기로 결정했음을 알렸다. 또한 외국의 개입을 경고하면서 헌법과 국가 기관의 기능을 정지하고 국경의 폐쇄하며 22시부터 05시까지 전국에 통금 명령을 내린다고 발표했다. 발표 당시 목격된 9명의 장교들 중 한 명은 특수부대의 사령관인 무사 살라우 바르무 장군으로 밝혀졌다.

### 7월 27일

#### 바줌의 반응
27일 아침 바줌은 대통령직에서 물러나지 않을 것이며 민주주의를 사랑하는 니제르인들이 힘들게 쟁취한 권리가 보호받도록 움직일 것이라고 트위터를 통해 주장했다. 외무장관 하수미 마수두는 프랑스 24와의 인터뷰에서 국가의 합법적이고 정당한 권력은 대통령에게 남아있고 모든 군부가 쿠데타에 관여한 것은 아니라고 강조했다. 또한 마수두는 자신이 대통령 권한대행직을 수행한다고 선언하고 이번 쿠데타가 실패하도록 해야 한다고 민주주의를 수호하는 사람들에게 호소했다.
바줌은 비록 억류되어 있지만 다른 나라의 국가 원수나 고위 관료와의 접촉을 이어갔다. 바움과 만난 것으로 알려진 이들로는 에마뉘엘 마크롱 프랑스 대통령, 안토니우 구테흐스 유엔 사무총장, 무사 파키 아프리카 연합 집행위원, 앤터니 블링컨 미국 국무장관 등이다. 하지만 이후 바줌의 전직 고문에 의하면 군부가 바줌의 주거지를 장갑차로 포위하고 출입구를 잠근 뒤 전기 공급도 차단하여 바줌을 지치게 만들고 있다고 주장했다.

#### 군사 정권의 수립
육군참모총장 압두 시디쿠 이사는 대통령 일가를 보호하고 국민을 위협하는 심각한 대결을 피하기 위해 쿠데타를 지지한다고 선언했다.
얼마 뒤 압드라만은 추후 통보가 있을 때까지 국내 정당들의 모든 활동이 중단된다고 발표했으며 텔레 사헬은 하루동안 정규 프로그램 몇 개를 편성취소하면서 군사 정부가 수립되었음을 계속 보도했다.

#### 니아메에서의 소요
군사 정권을 지지하는 약 1,000여 명의 지지자들이 수도 니아메에서 쿠데타를 지지하는 시위를 27일 열었다. 이들은 러시아의 국기를 게양하고 바그너 그룹에 대한 지지를 주장했으며 지나가는 정치인들의 차량에 돌을 던지고 프랑스를 비롯한 외국군이 니제르에 주둔하고 있는 것을 비난했다. 또한 바줌이 속한 니제르 민주사회주의당 건물에 모여 건물을 습격하고 방화했다. 의회 앞에서도 시위가 벌어졌다. 그리고 그날 저녁 내무부는 모든 시위를 금지한다는 명령을 내렸다. 또한 공무원들에게는 집에 머무르라는 지시가 내려졌다.

### 7월 28일
28일 치아니는 텔레 사헬에 출연하여 자신이 국가수호위원장이 되었음을 선언했다. 이번 쿠데타는 국가가 맞이할 불가피한 종말을 피하기 위해 진행되었으며 바줌이 굴욕과 좌절에 빠져 있던 니제르의 가혹한 현실을 숨겼다고 주장했다. 또한 바줌 정권의 안보 전략이 비효율적이었고 인접국인 말리 및 부르키나파소와의 협력이 부족했음을 비판했다. 하지만 그는 군정이 얼마나 지속될지는 언급하지 않았다. 한편 압드라만은 바줌 정권의 옛 관리들이 새 정권에 반대하는 음모를 꾸민다고 비판했고 이를 강행할 시 유혈 사태가 발생할 것이라 경고했다.

### 7월 29일
국가수호위원회는 압드라만의 성명을 통해 에코와스가 특정 서방 국가들이 니제르를 침략할 계획을 승인할 것이라고 주장하며 이를 비난하고 니제르를 방어하기 위한 군사 정권의 강력한 결의를 강조했다. 이는 다음날로 예정된 에코와스 정상회담을 무산시키는 것이 목적이었다.
한편, 아프리카 연합은 안전보장이사회를 통해 15일 내로 군인들이 원대로 즉시 복귀하고 입헌 민주주의를 회복하지 않는다면 가혹한 조치를 포함한 필요한 행동을 하지 않을 수 없다고 경고했다.

### 7월 30일

#### 에코와스의 최후통첩
30일에는 에코와스도 1주일 이내로 바줌이 대통령직에 복귀해야 할 것이라는 최후통첩을 니제르 군사 정권에 보냈다. 에코와스 위원장 오마르 투레이는 아부자에서 소집한 회의에서 이 요구가 충족되지 않을 시 니제르 공화국의 헌법 질서 회복을 위해 필요한 모든 조치를 취할 것이며 여기에는 무력 사용이 포함될 수 있다고 경고했다. 이러한 반응은 작년에 말리나 부르키나파소 등에서 일어난 쿠데타에 대한 조치와는 확연히 다른 것이었다.
또한 에코와스는 국경을 폐쇄하고 영공을 비행 금지 구역으로 설정했으며 니제르와의 모든 상업·금융 거래를 중단하는 등의 제재를 발표했다. 니제르의 국영기업이 가지고 있던 자산도 서아프리카 중앙은행에 의해 동결되어 약 300억 CFA 프랑의 채권 발행이 취소되었다.

#### 쿠데타 찬성 시위
치아니와 M62 운동에 의해 조직된 행진이 수도에서 진행되었다. 수천 명의 니제르인들은 쿠데타에 찬동하는 목소리를 드높이며 러시아 국기를 든 채 의회 앞 광장에 모여 "프랑스는 물러가라! 바르칸을 끝내라! 우리는 에코와스, 유럽연합, 그리고 아프리카 연합에 관심이 없다!", "도둑질을 한 전직 관리들을 체포하라!", "프랑스는 물러가라! 푸틴이여, 만세!"라고 외치며 프랑스 대사관까지 행진했다. 시위대는 또한 바그너 그룹이 개입해줄 것을 요구했다. 행진이 진행되는 동안 프랑스와 미국 대사관은 폐쇄되었다. 또한 프랑스 대사관의 벽과 문은 불에 타고 훼손되었다. 이후 시위대는 경찰이 최루탄을 발사하며 대응에 나서자 곧 해산했다. 인터넷에는 다리가 피투성이가 되어 구급차에 실려있는 시위대의 사진이 퍼졌다.

### 7월 31일
마하마트 데비 이트노 차드 대통령이 니제르를 방문해 치아니와 바줌을 만났으며 차드 대통령실이 사진을 공개했다. 한편, 니제르 군사 정권은 프랑스에 대한 우라늄과 금의 수출을 중단했다.
하수미 마수두가 대통령 권한대행임을 주장하면서 바줌을 구출하기 위해 프랑스가 니제르 대통령궁을 공격하는 것에 동의했다며 압드라만이 마수두를 비난했다. 프랑스 외무부는 즉각 사실무근이라고 부인했다.
바줌 정권에서 석유장관을 지낸 마하마네 사니 마하마두와 광산장관을 지낸 우스세이니 하디자토우, 그리고 PNDS 국가집행위원장인 푸마코예 가도가 체포되었다. 이는 지난주에 있었던 교통장관 우마루 말람 알마와 국방장관 칼라 무타리의 체포가 있은 뒤의 일이다.

### 8월 1일
군사 정권이 알제리, 부르키나파소, 말리, 리비아, 차드와의 국경이 개방되었다고 발표했다.

### 8월 2일
니제르의 도시 전역에서 정전이 보고되었으며 국영전기회사는 나이지리아가 전기 공급을 중단했다고 비난했다. 익명의 소식통의 제보를 받은 BBC의 보도에 의하면 이 조치는 볼라 티누부 나이지리아 대통령의 지시에 의한 것이라고 한다.
에코와스가 군사 정권과의 협상을 위해 압둘살라미 아부바카르 전 나이지리아 대통령이 이끄는 대표단을 니제르에 파견했다. 에코와스는 "군사적 옵션은 테이블 위에 올려진 마지막 수단이지만 만일의 사태에 대비해야 한다"라고 말했다. 또한 에코와스 회원국의 군 참모총장들이 니제르의 상황을 논의하고자 나이지리아 아부자에 모였다. 나이지리아는 군사 작전을 지휘하기 위한 부대의 이름을 지정하고 군을 동원하고 비행 금지 구역을 설정하는 명령을 내리는 상황이 포착되기도 했다. 몇 시간이 지나고 코트디부아르는 에코와스의 제재를 지지한다는 성명을 발표했다.
살리푸 모디가 이끄는 니제르 군사 정권 대표단이 말리 바마코를 거쳐 부르키나파소 와가두구에 도착했다. 목적은 불확실하지만 말리에 주둔 중인 바그너 그룹의 지지를 얻기 위한 것이란 추측이 나왔다.
치아니가 TV 연설을 통해 니제르에 부과된 제재에 대해 "자신들의 이익만 따지는 부당한 것"이라며 니제르를 모욕하고 통치불능으로 만드는 것이 목적이라고 비난했다. 또한 자신의 정권은 그러한 위협에 굴복하지 않을 것이라며 시민들에게 국가를 지킬 것을 호소했다.

### 8월 3일
니제르의 63번째 독립기념일을 맞이해 니아메 독립광장에서 또 쿠데타 찬성 시위가 열렸다. 이번에는 공공기물 파괴를 막기 위해 프랑스와 미국 대사관으로 향하는 도로를 군경이 봉쇄했다.
세네갈과 베냉의 외무장관이 에코와스가 승인한다면 니제르에 대한 군사적 개입에 참여할 것이라고 발표했다.
군사 정권은 프랑스 24와 라디오 프랑스 앵테르나쇼날을 검열했는데 이는 이미 쿠데타가 일어났던 말리와 부르키나파소의 전철을 밟은 것이었다. 프랑스 24는 니제르인의 1/4가 시청하는 방송국이고 프랑스 앵테르나쇼날은 니제르에서 가장 청취율이 높은 방송국이다. 두 언론사는 모두 군사 정권의 결정에 항의했다.

### 8월 4일
군사 정권은 니제르가 프랑스와 맺은 많은 군사 협정에서 탈퇴한다고 발표했다. 이는 니제르에 주둔하고 있는 프랑스군을 겨냥한 것이었으며 또한 니제르에서 무슬림 지하드와 싸우고 있는 군인을 규제하기 위한 것이었다. 또한 텔레비전을 통해 프랑스, 나이지리아, 토고, 미국 대사관의 철수를 발표했다.

### 8월 10일
2023년 8월 10일, 서아프리카 경제 공동체(ECOWAS)는 니제르에 대한 군사 개입 옵션을 유지하기로 결정했습니다. 따라서 주로 나이지리아와 세네갈 군대로 구성되어야 하는 군대의 동원을 위한 길을 닦았습니다..

## 외국인들의 대피
8월 1일 프랑스 외무부가 대사관 공격 등 니아메에서의 소요와 니제르 영공 폐쇄를 이유로 자국민을 포함한 유럽인의 대피를 계획하고 있다고 발표했다. 독일 외무부도 100명 미만으로 추정되는 자국민들에게 대피에 참여할 것을 권고했다. 스페인 국방부는 니제르에 머무르고 있는 70명이 넘는 자국민을 항공편으로 대피시킬 계획을 언급했다.
2일에 첫 번째 대피 비행이 이루어졌다. 이탈리아 군용기가 니제르에서 87명을 태우고 로마에 도착했으며 또다른 262명이 프랑스의 비행기를 통해 파리에 갔다. 이후 1,000명 안팎의 사람들이 세 편의 비행기를 타고 프랑스로 대피했다. 미국 국무부도 긴급을 요하지 않는 업무를 담당하는 대사관 직원과 가족들의 대피를 명령했다. 영국은 현지 대사관의 직원을 줄였다. 또한 M62 운동은 외국군이 철수할 때까지 니아메 공항을 평화적으로 봉쇄할 것을 요구했다.

## 반응

### 니제르 국내
니제르 연립 정권은 "자멸을 초래하는 반공화국적 광기"라며 비난했다. 한편, 야당들은 군부가 가지고 있던 불만에 대해 지지했지만 무력을 통한 정치적 변화는 인정하지 않는다고 발표했다. 바줌 정권의 핵심 관료였던 다우다 타쿠바코예와 오마르 무사는 쿠데타와 관련한 치아니의 발언이 거짓말이라고 주장하며 이번 쿠데타는 개인적인 이익을 위해 일어났다고 주장했다. 바줌 정권 당시 총리였던 아우후무두 마하마두는 바줌을 지지한다고 선언하며 에코와스가 군사 정권을 제재한 것은 만족스럽고 논리적인 것이라며 환영했다. 또한 니아메에서 일어난 반프랑스 시위는 니제르 국민 전체를 대표하지 않는다고 말했다.
한편 마하마두 이수푸를 비롯한 니제르의 전직 지도자들이 바줌의 석방과 군사 정권 퇴진을 위해 쿠데타 세력과 협상에 참여한 것으로 알려졌다.

### 국외
기니에서 쿠데타가 일어났을 때와 달리 에코와스는 협상을 위해 공식적인 접촉을 시도하지 않았다. 이후 30일에 바줌에게 권력을 돌려주지 않는다면 국제적인 제재를 받을 것이며 무력 사용에 직면할 수 있다고 경고했다. 또한 같은 날 니제르와의 국경을 폐쇄하며 니제르를 비행 금지 구역으로 설정했다. 에코와스 회원국들로 하여금 니제르와의 모든 상업·금융 거래를 중단하도록 했으며 쿠데타 세력들에 대한 자산 동결·여행 제한을 포함한 제재를 시행했다. 그 여파로 서아프리카 중앙은행은 니제르에 대하나 300억 CFA 프랑 채권 발행 계획을 취소했다. 8월 2일에는 세계은행도 추가 통보가 있을 때까지 니제르에 대한 기금 지출을 중지한다고 발표했다.
세계은행, 아프리카 연합, 에코와스, 유엔, 알제리, 유럽연합, 프랑스, 미국, 러시아는 쿠데타를 비난하며 바줌의 즉각적인 석방을 요구했다. 파트리스 탈롱 베냉 대통령은 쿠데타를 "잘못된 군사적 행동"이라 했으며 윌리엄 루토 케냐 대통령은 아프리카의 "심각한 차질"이라고 했다. 이트노 차드 대통령은 군사 정권과의 협상을 위해 니제르를 방문하겠다고 자원했다. 이후 그는 니제르에서 치아니, 살리푸 모디, 바줌을 만났다.
미국은 "무력으로 권력을 장악하고 헌법을 파괴하는 노력"이라고 언급하며 쿠데타라는 표현을 피했다. 니제르에 대한 경제적 지원과 특히 드론과 군사 기지를 포함한 군사적 지원이 맞물려 있기 때문이었다. 한편 유럽연합과 프랑스는 니제르에 대한 재정 원조를 보류하고 모든 안보 협력 협정을 중단했다. 또한 프랑스는 바줌을 니제르의 유일한 대통령으로 인정한다고 밝혔으며 에코와스도 바줌이 니제르의 합법적인 대통령이라고 주장했다.
말리와 부르키나파소의 군사 정권은 니제르에 대한 외국의 군사적 개입을 경고하면서 그것은 곧 전쟁이라는 공동성명을 발표했다. 공동성명은 "스스로의 운명을 그들의 손에 쥐고 역사 앞에서 자신들의 주권이 완전함을 보이기 위해 모든 의무를 결정한 니제르의 국민들에게 형제적인 연대를 표한다"라고 선언했다. 두 나라는 또한 에코와스의 제재가 "불법적이고 비인도적"이라며 이를 따르지 않을 것이라고 말했다. 마마디 둠부야 기니 대통령도 비슷한 이유로 제재를 비난했다. 알제리도 니제르에 대한 어떠한 형태의 군사적 개입을 경고한다고 말했으며 이탈리아도 니제르에 대한 서방의 군사 개입이 새로운 식민주의로 인식될 수 있다고 표현했다.
유엔은 28일 니제르에서의 인도주의적 활동을 중단한다고 발표했다. 이후 니제르 군부와는 접촉하지 않을 것이며 원조는 이어가겠다고 밝혔다.
아프리카 연합은 군이 15일 내로 원대 복귀하고 문민 통치를 회복할 것을 요구했다.
휴먼 라이츠 워치는 군이 문민 통치로의 복귀 일정과 민주적 선거를 위한 시민의 권리를 지킬 것을 요구했다.
한편 프랑스를 대신해 말리에서 일어난 지하디즘 반란과의 전투를 수행하던 바그너 그룹의 수장 예브게니 프리고진은 이번 쿠데타가 니제르와 식민주의자와의 싸움의 일부라고 말했다. 이러한 발언은 러시아 대통령 대변인 드미트리 페스코프가 쿠데타가 "심각한 우려"라며 "가능한 한 빨리 법적 질서로 복귀할 것"을 촉구한 모스크바 크렘린의 공식 반응과는 대조적인 것이다. 한편 볼로디미르 젤렌스키 우크라이나 대통령의 고문인 미하일로 포돌랴크는 이번 쿠데타의 배후에 러시아가 있다고 주장했다.
30일 니제르의 시위자들이 프랑스 대사관 진입을 시도했다가 실패한 뒤 프랑스 정부는 "누구든 프랑스 국민, 군대, 외교관과 프랑스의 이익을 위협한다면 그들은 즉각적이고 다루기 힘든 방식의 반응을 경험할 것이다"라고 경고했다. 마크롱 역시 "프랑스와 프랑스의 이익에 대한 어떠한 공격에도 관용을 베풀지 않을 것"이라고 말했다.

## 분석
캐머런 허드슨 전략국제연구센터 선임연구원은 이번 쿠데타가 이슬람 테러 단체와 싸우는 군의 사기에 영향을 미칠 우려가 있다고 주장했다. 허드슨은 테러 단체와 싸우기 위해 니제르군이 지원받는 장비의 수준에 대해 니제르군이 만족하지 못하고 있다고 언급했다.
아데나워재단의 사헬 프로그램 책임자인 울프 레싱은 사헬 지역에서 얼마 안 되는 친서방 세력인 바줌의 축출이 서방에게 악몽이 될 것이라 말했다.
안보와 정치적 리스크에 대한 자문회사 드래곤플라이의 아프리카 분석가 플라비엔 바움가트너는 니제르에 매장된 우라늄에 주목했다. 러시아가 현재 우라늄에 관심을 보이는 와중에 바줌이 축출된 이후 바그너 그룹에 니제르에 진출할 가능성을 우려한 것이다.
전직 지하디스트 군인 부바카르 무사는 이번 쿠데타로 니제르가 더 많은 지하디스트 군인을 모집하고 전투 수행도 대담해질 것으로 예상했다.
쿠데타가 일어날 당시 니제르 디파주에 위치한 아가뎀 오아시스 유전과 베냉의 포트 세메 터미널을 잇는 1,980km에 달하는 송유관이 건설 중이었다. 2022년 10월 기준으로 30%가 완공되었는데 베냉 당국은 쿠데타 이후에도 건설을 중단하지는 않았으나 에코와스에 의한 제재로 공사가 지연될 수는 있다고 밝혔다.

### 내용주
1. ↑  바줌이 튀르키예를 방문하고 있던 2023년 3월에도 쿠데타 시도가 있었다는 주장이 있다.[8]
2. ↑  쿠데타를 일으켜 공식석상에 모습을 드러내기 전까지는 오마르 치아니로 알려져 있었다.[16]
3. ↑  바줌 정부와 바르칸 작전에 반대하고 러시아의 우크라이나 침공을 지지해온 운동.

### 인용주
1. 1 2 3 4  Minjibir, Usman; Macaulay, Cecilia (2023년 7월 26일). “Niger coup attempt: President Mohamed Bazoum held”. 《BBC》. 2023년 7월 27일에 확인함.
2. 1 2  Aksar, Moussa; Balima, Boureima (2023년 7월 27일). “Niger soldiers say President Bazoum's government has been removed”. 《Reuters》. 2023년 7월 26일에 원본 문서에서 보존된 문서. 2023년 7월 27일에 확인함.
3. ↑  “Who is Omar Tchiani, the suspected brain behind Niger coup”. 《Al Jazeera》. 2023년 7월 27일. 2023년 7월 28일에 확인함.
4. ↑  “Niger : ce que l'on sait de la tentative de coup d'Etat en cours contre le président Mohamed Bazoum”. 《Franceinfo》 (프랑스어). 2023년 7월 26일. 2023년 7월 26일에 원본 문서에서 보존된 문서. 2023년 7월 29일에 확인함.
5. ↑  “Niger soldiers declare coup on national TV”. 《BBC News》 (영국 영어). 2023년 7월 26일. 2023년 7월 29일에 확인함.
6. 1 2 3 4 5 6 7  “Niger’s Bazoum ‘held by guards’ in apparent coup attempt”. 《Aljazeera》 (미국 영어). 2023년 7월 26일. 2023년 7월 27일에 확인함.
7. 1 2  “Niger general Tchiani named head of transitional government after coup”. Aljazeera. 2023년 7월 28일. 2023년 7월 29일에 확인함.
8. 1 2 3 4  “Niger soldiers say President Bazoum has been removed, borders closed”. 《France 24》 (미국 영어). 2023년 7월 27일에 확인함.
9. ↑  Okafor, Chiamaka (2023년 7월 10일). “We will not tolerate coups in West Africa - Tinubu”. 《Premium Times Nigeria》 (영국 영어). 2023년 7월 31일에 확인함.
10. ↑  “Niger becomes France’s partner of last resort after Mali withdrawal”. 《FRANCE 24》. 2022년 2월 18일. 2023년 7월 27일에 확인함.
11. ↑  “Why African militaries now want to talk Turkey”. 2022년 5월 3일. 2023년 8월 5일에 확인함.
12. ↑  “A coup foretold but not averted”. 《Africa Confidentia]》 64 (16). 2023년 8월 3일. 2023년 8월 5일에 확인함.
13. ↑  Mcallister, Edward (2023년 8월 3일). “Niger coup leaders blamed insecurity; conflict data paints a different picture”. 《Reuters》. 2023년 8월 5일에 확인함.
14. ↑  Turse, Nick (2023년 7월 26일). “Soldiers Mutiny in U.S.-Allied Niger”. 《The Intercept》 (미국 영어). 2023년 8월 5일에 확인함.
15. ↑  “Mali's junta gets warplanes, drones from Russia, Turkey”. 2023년 3월 16일. 2023년 7월 31일에 확인함.
16. ↑  Tchima Illa Issoufou; Lucy Fleming (2023년 7월 28일). “Niger coup: President Mohamed Bazoum in good health, says France”. Niamey: BBC News. 2023년 7월 30일에 확인함.
17. 1 2 3  Dean, Sarah; Kennedy, Niamh; Madowo, Larry (2023년 7월 26일). “Niger soldiers claim President Mohamed Bazoum has been ousted, deepening coup fears”. 《CNN》. 2023년 7월 27일에 확인함.
18. ↑  Olivier, Mathieu (2023년 7월 27일). “Au Niger, l'armée affirme avoir renversé Mohamed Bazoum”. 《Jeune Afrique》. 2023년 7월 27일에 원본 문서에서 보존된 문서. 2023년 7월 28일에 확인함 – www.msn.com 경유.
19. 1 2 3 4 5 6  Mednick, Sam (2023년 7월 27일). “Niger's president vows democracy will prevail after mutinous soldiers detain him and declare a coup”. 《AP News》. 2023년 7월 27일에 원본 문서에서 보존된 문서. 2023년 7월 28일에 확인함.
20. 1 2 3 4  “Niger army general declares himself country's new leader”. 《Gulf News》. 2023년 7월 29일. 2023년 7월 29일에 확인함.
21. ↑  Pilling, David (2023년 7월 26일). “Niger president caught in attempted coup but armed forces rally in support”. 《Financial Times》. 2023년 7월 27일에 확인함.
22. 1 2  Mednick, Sam (2023년 7월 27일). “Mutinous soldiers claim to have overthrown Niger's president”. 《AP》. 2023년 7월 27일에 원본 문서에서 보존된 문서. 2023년 7월 27일에 확인함.
23. ↑  “Soldiers in Niger claim to have overthrown President Mohamed Bazoum”. 《Al-Jazeera》. 2023년 7월 27일에 확인함.
24. 1 2 3  Peter, Laurence (2023년 7월 27일). “Niger soldiers announce coup on national TV”. 《BBC》. 2023년 7월 27일에 원본 문서에서 보존된 문서. 2023년 7월 27일에 확인함.
25. ↑  “Detained Niger president defiant after coup bid”. 《France 24》. 2023년 7월 27일. 2023년 7월 26일에 원본 문서에서 보존된 문서. 2023년 7월 28일에 확인함.
26. ↑  “Soldiers Declare Niger General New Leader After Attempted Coup”. 《VOA》. 2023년 7월 28일. 2023년 7월 30일에 확인함.
27. ↑  “Niger situation remains 'fluid' as army backs coup plotters”. 《Aljazeera》. 2023년 7월 27일. 2023년 7월 30일에 확인함.
28. ↑  Brennan, Eve; Mawad, Dalal; Briscoe, Oliver; Goillandeau, Martin (2023년 7월 28일). “Niger general appears on state TV as new leader following coup”. 《CNN》. 2023년 7월 30일에 확인함.
29. ↑  “Blinken calls for immediate release of ousted Niger president”. 《Reuters》. 2023년 7월 29일. 2023년 7월 30일에 확인함.
30. ↑  “Niger’s ousted president warns of ‘devastating’ coup impact, growing Russian influence”. 《CNN》. 2023년 8월 4일. 2023년 8월 5일에 확인함.
31. ↑  “Niger's army command declares support for military coup”. 《France 24》. 2023년 7월 27일. 2023년 7월 27일에 원본 문서에서 보존된 문서. 2023년 7월 28일에 확인함.
32. ↑  “Niger army pledges allegiance to coup makers”. 《Aljazeera》. 2023년 7월 27일. 2023년 7월 27일에 원본 문서에서 보존된 문서. 2023년 7월 28일에 확인함.
33. 1 2  “Niger coup: Captive President Bazoum defiant after takeover”. 《BBC》. 2023년 7월 27일. 2023년 7월 27일에 원본 문서에서 보존된 문서. 2023년 7월 28일에 확인함.
34. 1 2  “Niger's General Abdourahamane Tchiani declared new leader following coup”. 《France 24》. 2023년 7월 28일. 2023년 7월 29일에 확인함.
35. ↑  Balima, Boureima; Aksar, Moussa (2023년 7월 27일). “Niger coup supporters set fire to ruling party HQ, police fire teargas”. 《Reuters》. 2023년 7월 28일에 확인함.
36. ↑  “Niger situation remains ‘fluid’ as army backs coup plotters”. 《Aljazeera》. 2023년 7월 27일. 2023년 7월 28일에 확인함.
37. ↑  “Niger bans protests after post-coup chaos”. 《The Sun Daily》. 2023년 7월 28일. 2023년 7월 29일에 확인함.
38. ↑  “Niger coup: EU suspends security cooperation and budgetary aid”. 《BBC》. 2023년 7월 29일. 2023년 7월 30일에 확인함.
39. ↑  “Niger coup: Abdourahmane Tchiani declares himself leader”. 《BBC》. 2023년 7월 28일. 2023년 7월 29일에 확인함.
40. ↑  “Sábado, 29 de julio de 2023 (22.00 GMT)”. 《La Vanguardia》 (스페인어). 2023년 7월 29일. 2023년 7월 30일에 원본 문서에서 보존된 문서. 2023년 7월 30일에 확인함.
41. ↑  “tweet, descifraguerra”. 《Twitter》 (영어). 2023년 7월 30일에 확인함.
42. ↑  Berlinger, Pierre Meilhan,Martin Goillandeau,Joshua (2023년 7월 29일). “France and EU cut off financial support to Niger following military coup”. 《CNN》 (영어). 2023년 7월 31일에 확인함.
43. ↑  Staff, Our Foreign (2023년 7월 30일). “Thousands of pro-Russia protesters march through Niger capital in support of coup”. 《The Telegraph》 (영국 영어). ISSN 0307-1235. 2023년 7월 31일에 확인함.
44. ↑  Balima, Boureima; Onuah, Felix (2023년 7월 30일). “West Africa bloc threatens force on Niger coup leaders, French Embassy attacked”. 《Reuters》 (영어). 2023년 7월 31일에 확인함.
45. ↑  “French embassy in Niger is attacked as protesters waving Russian flags march through capital”. 《The Columbian》. 2023년 7월 30일. 2023년 8월 1일에 확인함.
46. ↑  Balima, Boureima; Onuah, Felix (2023년 7월 31일). “West Africa threatens force on Niger coup leaders, French embassy attacked”. 《Reuters》 (영어). 2023년 8월 3일에 확인함.
47. ↑  Coulibaly, Loucoumane; Felix, Bate (2023년 7월 31일).  Cawthorne, Andrew; Humphries, Conor, 편집. “Niger's planned $51 million bond issuance cancelled due to sanctions”. 《Reuters》 (영어). 2023년 8월 3일에 확인함.
48. 1 2  “Miles de personas participan en Niamey en una marcha en apoyo al golpe de Estado”. 《infobae》 (유럽 스페인어). 2023년 7월 31일에 확인함.
49. 1 2  “Miles de nigerinos salen a las calles de Niamey para defender a los golpistas entre gritos a favor de Rusia”. 《LA NACION》 (스페인어). 2023년 7월 30일. 2023년 7월 31일에 확인함.
50. 1 2  “French embassy in Niger is attacked as protesters waving Russian flags march through capital”. 《AP News》 (영어). 2023년 7월 30일. 2023년 7월 31일에 확인함.
51. ↑  @Yvan Guichaoua. “Salifou Modi en personne vient calmer les manifestants devant l'ambassade de France. chaud, froid, chaud” (영어). 2023년 7월 31일에 확인함 – Twitter 경유. (Tweet)
52. ↑  Balima, Boureima; Onuah, Felix (2023년 7월 31일). “West Africa threatens force on Niger coup leaders, French embassy attacked”. 《Reuters》 (영어). 2023년 8월 3일에 확인함.
53. ↑  Balima, Boureima; Onuah, Felix (2023년 7월 31일). “West Africa threatens force on Niger coup leaders, French embassy attacked”. 《Reuters》 (영어). 2023년 8월 3일에 확인함.
54. 1 2  Chothia, Farouk (2023년 7월 31일). “Niger coup: Ousted President Mohamed Bazoum meets Chad's leader”. 《BBC》 (영어). 2023년 8월 1일에 확인함.
55. ↑  “Niger coup makers say ousted govt ‘authorised French attack to free Bazoum’”. 《Aljazeera》 (영어). 2023년 7월 31일. 2023년 8월 1일에 확인함.
56. ↑  “Niger coup leaders accuse France of plotting military intervention”. 《The Guardian》 (영어). 2023년 7월 31일. 2023년 8월 3일에 확인함.
57. ↑  “Niger Republic Junta Arrests Top Politicians, Ministers As US, Germany, Others Impose Sanctions | Sahara Reporters”. 《saharareporters.com》. 2023년 8월 3일에 확인함.
58. ↑  Balima, Boureima; Mazou, Abdel-Kader (2023년 8월 1일). “Niger arrests politicians after coup, other juntas voice support”. 《Reuters》 (영어). 2023년 8월 3일에 확인함.
59. ↑  “Niger reopens borders with several neighbours a week after coup”. 《Reuters》 (영어). 2023년 8월 2일. 2023년 8월 3일에 확인함.
60. ↑  “Niger power blackouts blamed on coup sanctions”. 《BBC》 (영어). 2023년 8월 2일. 2023년 8월 3일에 확인함.
61. ↑  Okafor, Chimaka (2023년 8월 2일). “Niger Coup: ECOWAS name Abdulsalami, Sultan of Sokoto as envoys to Niger”. 《Premium Times Nigeria》 (영어). 2023년 8월 3일에 확인함.
62. ↑  Eboh, Camillus (2023년 8월 2일). “West African bloc sends mission to Niger to negotiate with coup leaders”. 《Reuters》 (영어). 2023년 8월 3일에 확인함.
63. ↑  Sunday, Ochogwu (2023년 8월 2일). “BREAKING: West African military chiefs meet in Abuja over Niger coup”. 《Daily Post Nigeria》 (미국 영어). 2023년 8월 3일에 확인함.
64. ↑  afolabi (2023년 8월 2일). “Coup: Tinubu orders Nigerian Army to ready troops for Niger Republic invasion”. 《NEWS PICKS — WITHIN NIGERIA》 (영국 영어). 2023년 8월 3일에 확인함.
65. ↑  Descifrando la Guerra [descifraguerra] (2023년 8월 2일). “El portavoz de la presidencia de Costa de Marfil ha emitido un comunicado condenando el golpe en Níger” (트윗) (스페인어). 2023년 8월 3일에 확인함.
66. ↑  “Niger junta delegation arrives in Mali's Bamako”. 《Al-Arabiya》 (영어). 2023년 8월 2일. 2023년 8월 3일에 확인함.
67. ↑  APA-Niamey (Niger) (2023년 8월 2일). “Niger : un haut responsable du CNSP à Bamako”. 《APAnews - Agence de Presse Africaine》 (프랑스어). 2023년 8월 2일에 원본 문서에서 보존된 문서. 2023년 8월 3일에 확인함.
68. ↑  “A Niger coup leader meets with Wagner-allied junta in Mali”. 《News8000.com》 (영어). 2023년 8월 2일. 2023년 8월 3일에 원본 문서에서 보존된 문서. 2023년 8월 3일에 확인함.
69. ↑  Cooney, Christy (2023년 8월 3일). “Niger: US announces partial evacuation of embassy”. 《BBC》 (영어). 2023년 8월 3일에 확인함.
70. ↑  Mednick, Sam (2023년 8월 2일). “Niger: Niger's military ruler warns against foreign meddling, urges population to defend the country”. 《ABC》 (영어). 2023년 8월 3일에 확인함.
71. ↑  “Pro-coup protests continue in Niger as Biden urges Bazoum release”. 《Aljazeera》 (영어). 2023년 8월 2일. 2023년 8월 4일에 확인함.
72. ↑  “Thousands of pro-coup supporters gather in Niamey to demand withdrawal of French troops from Niger”. 《www.aa.com.tr》. 2023년 8월 4일에 확인함.
73. ↑  Adewole, Segun (2023년 8월 3일). “Senegal Ready to Deploy Soldiers in Niger, Awaits ECOWAS”. 《BNN Breaking》 (미국 영어). 2023년 8월 4일에 확인함.
74. ↑  @Descifrando la Guerra. “El Ministro de Exteriores de Benin anuncia que su país también participará en la intervención militar de la CEDEAO contra Níger. Ya son cuatro los países de la región que han confirmado su disposición a intervenir militarmente contra la junta nigerina.” (영어). 2023년 8월 4일에 확인함 – Twitter 경유.
75. ↑  https://www.facebook.com/FRANCE24 (2023년 8월 3일). “RFI et France 24 s'indignent de la suspension de leur diffusion au Niger”. 《France 24》 (프랑스어). 2023년 8월 4일에 확인함.
76. ↑  “Coup d'État au Niger: les putschistes dénoncent des accords militaires conclus avec la France”. 《BFMTV》 (프랑스어). 2023년 8월 4일에 확인함.
77. ↑  “Coup d'État: les putschistes retirent les ambassadeurs du Niger en France et dans trois autres pays”. 《BFMTV》 (프랑스어). 2023년 8월 4일에 확인함.
78. ↑  Rose, Michel; Kar-Gupta, Sudip (2023년 8월 1일). “France will start evacuation of French, EU citizens from Niger on Tuesday”. 《Reuters》 (영어). 2023년 8월 3일에 확인함.
79. ↑  Heine, Friederike (2023년 8월 1일). “Germany urges citizens in Niger to join French evacuation flights”. 《Reuters》 (영어). 2023년 8월 3일에 확인함.
80. ↑  Latona, David; Carreño, Belén (2023년 8월 1일). “Spain to evacuate more than 70 citizens from Niger”. 《Reuters》 (영어). 2023년 8월 3일에 확인함.
81. ↑  Denti, Antonio; Casilli, Remo (2023년 8월 2일). “Italian plane with 87 evacuees from Niger arrives in Rome”. 《Reuters》 (영어). 2023년 8월 3일에 확인함.
82. ↑  Ewokor, Chris; Mackintosh, Thomas (2023년 8월 2일). “Niger coup: Evacuated European nationals arrive in Paris and Rome”. 《BBC》 (영어). 2023년 8월 3일에 확인함.
83. 1 2  “Niger coup leader defiant as Nigeria cuts power, ECOWAS threatens force”. 《Aljazeera》 (미국 영어). 2023년 8월 3일. 2023년 8월 3일에 확인함.
84. ↑  Winsor, Morgan; Crawford, Sharon; El Hammar-Castano, Aicha; Ogao, Emma (2023년 8월 3일). “US orders partial departure of US embassy in Niger as political unrest escalates”. 《ABC》 (영어). 2023년 8월 3일에 확인함.
85. ↑  “Niger coup: UK reduces number of staff at embassy in face of unrest after military takeover”. 《Sky News》 (영어). 2023년 8월 3일. 2023년 8월 4일에 확인함.
86. ↑  Beaumont, Peter (2023년 8월 2일). “African bloc to meet to discuss Niger coup as evacuations continue”. 《The Guardian》 (영국 영어). ISSN 0261-3077. 2023년 8월 3일에 확인함.
87. ↑  “Niger's General Abdourahamane Tchiani declares himself leader after coup”. 《France 24》 (미국 영어). 2023년 7월 28일. 2023년 8월 1일에 확인함.
88. ↑  “Niger's deposed president 'doing well' despite coup: Premier”. 《Yeni Safak》. 2023년 7월 31일. 2023년 8월 1일에 확인함.
89. ↑  “President leaves for Guinea to confer with Military junta”. 《Ghana News Agency》. 2021년 9월 21일. 2023년 8월 1일에 확인함.
90. ↑  “Niger coup: West African leaders threaten military intervention”. 《BBC News》 (영국 영어). 2023년 7월 30일. 2023년 7월 31일에 확인함.
91. ↑  “Africa Leaders Give Niger Junta Week To Cede Power”. 《Barrons》 (미국 영어). Agence France-Presse. 2023년 7월 31일에 확인함.
92. ↑  “West African leaders threaten sanctions, force against Niger coup leaders”. 《Reuters》 (영어). 2023년 7월 30일. 2023년 7월 31일에 확인함.
93. ↑  “Níger: La CEDEAO pone un ultimátum de una semana y no descarta "uso de la fuerza"”. 《France 24》 (스페인어). 2023년 7월 30일. 2023년 7월 31일에 확인함.
94. ↑  “West African central bank cancels Niger $51m bond issuance due to sanctions”. 《Aljazeera》 (미국 영어). 2023년 7월 27일. 2023년 8월 1일에 확인함.
95. ↑  “World Bank monitoring Niger’s political situation, denounces destabilization attempts”. 《al-Arabiya》 (미국 영어). 2023년 7월 27일에 확인함.
96. 1 2  “Niger coup: Ruling party HQ attacked after President Bazoum ousted”. 《BBC News》 (영국 영어). 2023년 7월 27일. 2023년 7월 28일에 확인함.
97. ↑  “Algeria strongly condemns coup attempt in Niger-Xinhua”. 《english.news.cn》. 2023년 7월 26일에 원본 문서에서 보존된 문서. 2023년 7월 28일에 확인함.
98. ↑  “Tentative de Coup d'Etat au Niger : l'Algérie condamne une «atteinte à l'ordre constitutionnel »”. 《www.aa.com.tr》. 2023년 7월 27일에 원본 문서에서 보존된 문서. 2023년 7월 28일에 확인함.
99. ↑  AfricaNews (2023년 7월 27일). “Niger coup: world leaders react to president's detention”. 《Africanews》 (영어). 2023년 7월 27일에 원본 문서에서 보존된 문서. 2023년 7월 28일에 확인함.
100. ↑  Reuters (2023년 7월 30일). “Chadian leader volunteers to talk to Niger military leaders”. 《Reuters》 (영어). 2023년 7월 31일에 확인함.
101. ↑  “Niger coup: West African leaders threaten military intervention”. 《BBC》 (영어). 2023년 7월 31일. 2023년 7월 31일에 확인함.
102. ↑  Kelemen, Michele (2023년 7월 27일). “Here's why Niger's coup matters to the U.S.”. 《NPR》. 2023년 7월 29일에 확인함.
103. 1 2  “EU, African Union escalate pressure on Niger's coup leaders”. 《Al Jazeera》. 2023년 7월 29일. 2023년 7월 30일에 확인함.
104. ↑  “France cuts off aid to Niger amid growing Western condemnation of coup”. 《France 24》. 2023년 7월 29일. 2023년 7월 30일에 확인함.
105. ↑  “Niger coup: Army general warns against foreign intervention”. 《The Punch》. 2023년 7월 28일. 2023년 7월 30일에 확인함.
106. ↑  “Burkina Faso, Mali warn against military intervention in Niger”. 《Al Jazeera》. 2023년 8월 3일에 확인함.
107. ↑  “Europeans evacuated from Niger as neighboring West African juntas warn against intervention”. 《CNN》. 2023년 8월 3일에 확인함.
108. ↑  “L'Algérie met en garde contre toute intervention militaire étrangère au Niger”. 《www.aa.com.tr》. 2023년 8월 3일에 확인함.
109. ↑  “Algeria cautions against foreign interference in Niger”. 《TASS》. 2023년 8월 3일에 확인함.
110. ↑  “Niger reopens borders with five neighbours a week after coup”. 《Aljazeera》. 2023년 8월 2일. 2023년 8월 3일에 확인함.
111. ↑  Nicholls, Michele (2023년 7월 29일). “UN still delivering aid in Niger, no contact with military”. 《Reuters》. 2023년 7월 29일에 확인함.
112. ↑  “Situation in Niger is ‘cause for serious concern’, says Kremlin”. 《Aljazeera》. 2023년 7월 31일. 2023년 8월 1일에 확인함.
113. ↑  “Russia responsible for Niger coup, says top Ukrainian official”. Al Jazeera. 2023년 8월 3일. 2023년 8월 1일에 확인함.
114. ↑  “France warns will retaliate if its interests attacked in Niger - Africa - World”. 《Ahram Online》. 2023년 7월 31일에 확인함.
115. ↑  “The coup in Niger will only embolden extremists, says a former jihadi fighter” (영어). 2023년 8월 1일. 2023년 8월 4일에 확인함.
116. ↑  https://www.nsenergybusiness.com/projects/niger-benin-crude-pipeline/#
117. ↑  theafricalogistics (2022년 10월 19일). “Africa's longest oil pipeline 30% complete”. 《The Africa Logistics》 (미국 영어). 2023년 8월 4일에 확인함.
118. ↑  “Benin says Niger oil pipeline not impacted by regional sanctions over coup”. 《www.aljazeera.com》 (영어). 2023년 8월 4일에 확인함.